# Skabersjö IF
Skabersjö IF, bildad 1936, är en fotbollsklubb som är verksam i Svedala i Svedala kommun. Klubben bedriver fotboll och spelar för närvarande i Division 6 i fotboll för herrar och Division 4 i fotboll för damer.

## Historia
I mitten av 30-talet fanns det ett gäng fotbollssugna killar runt om i Skabersjö socken. Tillsammans startade de en bollklubb som sedermera skulle komma att döpas till Skabersjö Idrottsförening. I början av klubbens historia spelades matcherna framför spegelpaviljongen på Skabersjö slott, vilken än idag går att se från väg E65. Dåvarande Greve Thott brukade roa sig med att se laget spela från sin plats i paviljongen. Föreningens första ordförande hette Nore Forsberg och sadelmakare Tage Malmgren var kassör. Efter ett par år flyttades verksamheten till ett område där väg E65 finns idag, men i samband med att vägen byggdes fick föreningen flytta på nytt och på 50-talet hittade man hem till Skabersjö Idrottsplats.    
Åren gick och klubben blev allt större. 1969 bildades det första damlaget, innehållande de fyra systrarna Håkansson, Ann-Christine, Britt-Louise, Ulla och Lena. Ulla blev sedermera landslagsspelare. Damlaget gick som en raket genom seriesystemet och nådde hela vägen till högsta serien, innan man 1987 trillade ur, året innan Damallsvenskan infördes. Tack vare serieomläggningar hamnade laget i division två och många spelare försvann. Några slutade, andra försvann till andra föreningar. Bland annat gick Malin Lundgren, Eva Zeikfalvy och Cecilia Nilsson till Malmö FF. Sammanlagt blev det sju säsonger i högsta serien, vilket placerar Skabersjö IF på en mycket respektabel 24:e plats i Maratontabellen för högsta damserien 1978-2013. Vad gäller herrlaget är två år i Division 4 (2008 och 2014) den största meriten. Båda säsongerna slutade med degradering.

## 2013 och framåt
År 2013 började ett nytt kapitel i Skabersjö IF:s historia då det redan 2012 blev klart att man blev tvungna att överge Skabersjö IP när säsongen var över. Dels på grund av ekonomiska bekymmer och dels för att det blev för mycket arbete för de få som höll i föreningen rullande. Samtidigt, i slutet av 2012, stod en ny idrottsplats klar i Svedala och Svedala IF flyttade då sin ungdomsverksamhet från Gamla IP, där man hållit till sen 1910-talet, till nybyggda Aggarpsvallen vilket gjorde att Gamla IP nu stod tom. Klubben tog då tillfället i akt och hyrde in sig på Gamla IP där man bedrev all sin verksamhet kommande 9 år.
Den sista fotbollsmatchen som spelades på Skabersjö IP var den 30 september 2012 mellan Skabersjö IF och BK Skansen.
2022 var det åter igen dags för föreningen att packa ihop sin verksamhet och flytta till en ny hemmaplan. Svedala Kommun sålde av marken som Gamla IP låg på till förmån för bostadsbyggande och förtätande av centrum. Ny adress blev nu tidigare nämnda Aggarpsvallen där ytterligare två fotbollsplaner anslagits något år tidigare, men som vid inflytt fortfarande saknade både kiosk- och förrådsbyggnader.
Den sista fotbollsmatchen som spelades på Gamla IP var den 13 november 2021 mellan Skabersjö IF och Uppåkra IF.

## Seriehistorik de senaste 10 åren, herr
- 2015 - Division 5 (8)
- 2016 - Division 5 (2)
- 2017 - Division 5 (4)
- 2018 - Division 5 (3)
- 2019 - Division 5 (9)
- 2020 - Division 5 (10)
- 2021 - Division 6 (7)
- 2022 - Division 6 (7)
- 2023 - Division 6 (3)
- 2024 - Division 6 (3)
- 2025 - Division 5

## Färger
Legenden säger att de gula och gröna färgerna är hämtade från alla de rapsfält som omringar Skabersjö. 

## Meste spelare
[källa behövs]
| Position | Namn                  | Matcher |
| -------- | --------------------- | ------- |
| 1        | Josephine Håkansson   | 828     |
| 2        | Kjell-Arne Sjölin     | 700     |
| 3        | Birgit Nilsson        | 624     |
| 4        | Lars Håkansson        | 607     |
| 5        | Anette Palm           | 544     |
| 6        | Sune Persson          | 534     |
| 7        | Ronny Christoffersson | 471     |
| 8        | Lars-Åke Jönsson      | 443     |
| 9        | Benny Andersson       | 431     |
| 10       | Lena Håkansson        | 410     |

### Fotnoter
1. ↑  ”Arkiverade kopian”. Arkiverad från originalet den 6 mars 2016. https://web.archive.org/web/20160306020304/http://www.laget.se/skabersjoif/Page/235337. Läst 22 maj 2015.